# 松ヶ池公園
松ヶ池公園（まつがいけこうえん）は、山形県長井市の中心部に位置する市民公園であり、長井を代表する花公園のひとつである。

## 概要
正式名称は「松ヶ池公園」だが、一般的に「白つつじ公園」の名で知られる。初夏、6.3hの園内に琉球白つつじ3000株が咲く。園内に植栽されているのは文字通り白一色、満開時には一面に雪が降り積もったかのような景色になる。園の中央部には樹齢750年を超えると言われる「七兵衛つつじ」が植えられている。

## 松ヶ池公園の歴史
- 1785年（天明3年）花作部落の豪族七兵衛は、飢饉により飢えに苦しむ農民救済のため、敷地内に築山を作り白つつじを植えさせた。その給金として米を支給し、多くの人々の生活を潤した。後年、開花時には一面雪のように白く素晴らしい花で被われ、「七兵衛つつじ」と呼ばれ、近郷の人々も昼食持参で訪れ、日頃の疲れを癒す遊山場として親しまれた[3]。
- 1894年（明治27年） -小出村あら町に皇大神社（こうたいじんじゃ）と、凶作年の備倉があり、その南は広い野原で草刈場になっており、人々はここを小出公園と呼んでいた[3]。
- 1896年（明治29年） - 横山孫助が、以前から小出区に名所をと考え、古くから有名であった「七兵衛つつじ」の美しい眺めを小出公園の皇大神社のある中央にと考えた。小出公園の拡張工事が始められ、公園内には池が掘られ、中島と池の左側周辺には松が植えられた。周辺の境界には小高い土手が築かれ、仙台の釈迦堂から買い求めた桜の木と鈴木七兵衛を始めとする町内有志が寄付、または譲渡した白つつじが植えられ、名称を「松ヶ池公園」とした。これが「白つつじ公園」の始まりである[3]。
- 1918年 - 1910年（明治41年 - 43年） - 公園拡張整備が行われる。水田を買収し、公園の規模を広くしたが、それに相応するつつじの成木を買い集めることは極めて困難なことだった。横山孫助・梅津源吉は公園に「七兵衛つつじ」を全部譲渡してもらえないかと誠意を尽くし、情熱と根気での交渉の末ついに説得に成功した[3][4]。
- 1982年 - 1983年（昭和57年 - 58年） - 都市計画公園事業として、総工費5億円をかけ、旧公園の改造と少年野球場・市民文化会館・武道館・市民広場に駐車場の敷地を増やし、現在の面積6.3hとなった[3]。
- 1988年 - 1990年（平成元年 - 2年） - オアシスタウン構想として、音楽と噴水の「松ヶ池」と滝の流れる「ひょうたん池」を結ぶ「せせらぎ」が整備された。

## 園内について
オアシスタウン構想によりグランドとなっていた部分は、現在は駐車場として整備されており、毎年5月に開催される「ながい黒獅子まつり」の主会場としても使用されている。国道287号線長井バイパス沿いの入り口から園内に入ると、物産等を販売する「つつじ館」があり、毎年5月10日から31日まで開催される「白つつじまつり」期間中に開館している。園内を奥に進むと「長井市立図書館」がある。

## 交通アクセス
- 山形鉄道 フラワー長井線 長井駅より徒歩15分
- 山形蔵王ICから国道348号を利用、車で約60分
- 福島飯坂ICから国道13号を利用、車で約90分